# Punctoribates liber
Punctoribates liber är en kvalsterart som beskrevs av Paulitchenko 1991. Punctoribates liber ingår i släktet Punctoribates och familjen Punctoribatidae. Inga underarter finns listade i Catalogue of Life.